# Guillermo Díaz (labdarúgó)
Guillermo Eduardo Díaz Zambrano (1930. december 29. – 1997. szeptember 25.) chilei labdarúgócsatár.